# Julen Madariaga Agirre
Julen Madariaga Agirre (Bilbao, 11 d'octubre de 1932 - Senpere, 6 d'abril de 2021) fou un advocat i polític basc. Va ser dirigent d'ETA i membre prominent d'Herri Batasuna. Més tard va ser fundador del partit Aralar i membre de l'organització pacifista Elkarri.

## Biografia
Fill d'un militant d'Acció Nacionalista Basca, va acompanyar el seu pare a l'exili a Xile durant la Guerra Civil Espanyola. Va tornar a Bilbao el 1942. Finalitzat l'ensenyament Secundari, va estudiar dret al Regne Unit i es va doctorar per la Universitat de Cambridge. Després va tornar al País Basc i es va embarcar en l'activitat política nacionalista.
Junt amb José Luis Álvarez Emparantza Txillardegi, José María Benito del Valle, Manu Agirre, Iñaki Gaintzarain, Alfonso Irigoyen, Rafa Albizu i Iñaki Larramendi va fundar Ekin, organització escindida d'Eusko Gaztedi, les joventuts del PNB, i que va constituir l'embrió de la futura Euskadi Ta Askatasuna (ETA). Aquesta es va crear en 1959 i, tres anys després, Madariaga va participar en l'organització a Baiona, amb Txillardegi i Iñigo Igaray, la I Assemblea de l'organització. Va ser des de llavors un dels membres del seu Comitè Executiu. El Govern francès li va prohibir residir a cap dels dotze departaments més propers a la frontera espanyola i el 1964 fou confinat per les autoritats franceses. El 1965 marxà a Algèria i el 1972 fou expulsat a Xile. Madariaga va estar encausat en el Procés de Burgos i declarat en rebel·lia.
A la mort de Franco muntà una fàbrica d'aixetes a Biàrritz, fou un dels inspiradors de l'alternativa KAS, d'Herri Batasuna el 1978 i defensà l'assassinat de Yoyes. Va obtenir la nacionalitat francesa el 1986. El 12 de març de 1988 fou detingut arran de l'operació Sokoa acusat de tenir empreses tapadora a Iparralde per a finançar ETA. El 1989 la justícia francesa el va condemnar a quatre anys de presó per col·laborar amb ETA, amb prohibició de residir a Iparralde durant deu anys. Va sortir de la presó el 1991 i fixà la seva residència a Bilbao, on es dedicà a l'advocacia en un despatx compartit amb l'advocat d'Herri Batasuna Txema Montero. El 1993 i 1994 va afirmar que ETA havia perdut la batalla per l'autodeterminació del País Basc i es va mostrar partidari que abandonés les armes.
El gener de 1995 va abandonar Herri Batasuna a causa de la negativa d'aquesta formació a pronunciar-se públicament en contra de l'assassinat del dirigent del Partit Popular en Guipúscoa, Gregorio Ordóñez, a mans d'ETA.
El 2001 es va adherir als postulats d'Aralar, llavors un corrent intern d'Euskal Herritarrok, favorables a la fi de la violència i que el 2002 es convertiria en un partit polític independent. Va ser nomenat responsable de la seva Comissió de Garanties. Va ser candidat d'aquesta formació a diputat general de Biscaia en les eleccions a les Juntes Generals del País Basc de 2003 i també va figurar en les llistes de candidats pel Senat a les generals de 2004 i per al Parlament Europeu el mateix any. El juliol de 2006 el jutge Grande-Marlaska va ordenar-ne la detenció en el marc d'una operació contra suposats membres de l'aparell d'ETA, va quedar posteriorment en llibertat sota fiança, tot i que se li va prohibir aleshores sortir de París.
En relació al procés de pau iniciat pel Govern de José Luis Rodríguez Zapatero, va afirmar que ETA hauria de demanar perdó a les víctimes: «He dit que tothom ha de demanar perdó i d'això no se n'escapa ETA. Els conflictes sempre tenen diversos actors i ETA n'és un més. Han de demanar perdó tots els agressors».
Era pare de deu fills i els últims anys de la seva vida va residir al País Basc.